# 1612: 크로니클스 오브 더 다크 타임
1612: 크로니클스 오브 더 다크 타임(1612: Khroniki smutnogo vremeni, 1612: Chronicles of the Dark Time)은 러시아 연방에서 제작된 블라디미르 코티넨코 감독의 2007년 드라마, 판타지 영화이다. 미샬 제브로브스키 등이 주연으로 출연하였다.

## 출연

### 주연
- 미샬 제브로브스키

### 조연
- 아르투르 스몰랴니노프
- 마라 바샤로프
- 발레리 졸로투킨
- 필립 코르슈노프